# Odontomelus phloiodes
Odontomelus phloiodes är en insektsart som beskrevs av Nicholas David Jago 1995. Odontomelus phloiodes ingår i släktet Odontomelus och familjen gräshoppor.

## Underarter
Arten delas in i följande underarter:
- O. p. phloiodes
- O. p. binervis